# Toutun He
Toutun He (kinesiska: 头屯河) är ett vattendrag i Kina. Det ligger i den autonoma regionen Xinjiang, i den nordvästra delen av landet, omkring 35 kilometer norr om regionhuvudstaden Ürümqi.
Genomsnittlig årsnederbörd är 197 millimeter. Den regnigaste månaden är november, med i genomsnitt 27 mm nederbörd, och den torraste är januari, med 6 mm nederbörd.